# ザ・レッド・ジャンプスーツ・アパラタス
ザ・レッド・ジャンプスーツ・アパラタス（The Red Jumpsuit Apparatus）とはアメリカ合衆国、フロリダ州ジャクソンビル出身のポスト・ハードコアバンドである。日本での略称は「レッジャン」、「レッパラ」など。
バンドの名前である"Red Jumpsuit Apparatus"(直訳：赤ジャンプスーツ器具)は、目隠しされたメンバーの一人が、壁に貼られたでたらめの単語の中から3つ選んで決めたもので、メンバーは名前にはこだわっていなかった。"Face Down"は、全米シングルチャートにて最高24位を記録した彼等の代表曲。

## 現在のメンバー
ロニー・ウィンター / Ronnie Winter - (ヴォーカル)
- 2006年8月、5年以上付き合った彼女ステイシーと結婚。

ジョシュ・バーク / Josh Burke - (リード・ギター、バッキングヴォーカル)
- 2011年に加入し1度2013年に脱退したが2015年復帰。長年、ザ・レッド・ジャンプスーツ・アパラタスのファンだった。

ランディ・ウィンター / Randy Winter - (リズム・ギター、バッキングヴォーカル)
- ロニー・ウィンターの兄弟。2011年加入。

ジョーイ・ウエストウッド / Joey Westwood - (ベース)
- 2005年加入。
- 2007年8月、恋人ローラとの間に娘をもうける。

ジョン・エスピー / John Espy - (ドラムス)
- 2015年加入。

ナディーム・サラム / Nadeem Salam - (キーボード)
- 2022年加入。

### 元メンバー
トーマス・ワース / Thomas Wurth - (ベース)
- 2005年脱退。

ダン・ワグラー / Dan Wagler - (ドラムス)
- 2005年脱退。

デューク・キチンズ / Duke Kitchens - (リズム・ギター、バッキングヴォーカル)
- 2011年7月に脱退。

トーマス・アマソン / Thomas Amason - (リード・ギター、バッキングヴォーカル)
- 2005年脱退。

エリアス・レイディ / Elias Reidy - (リード・ギター、バッキングヴォーカル)
- 2005年に加入し2008年10月に脱退。

マット・カーター / Matt Carter - (リード・ギター)
- 2008年に加入後2011年7月に1度脱退し2013年に復帰するもジョシュ・バークと入れ替わる形で再び脱退。

ジョン・ウィルケス / Jon Wilkes - (ドラムス)
- 2005年に加入し2011年10月に脱退。

ジョン・ハートマン / John Hartman - (ドラムス)
- 2012年に加入し2015年に脱退。

ダニエル・レズニック / Daniel Resnick - (キーボード)
- 2019年に加入し2022年に脱退。

## 来歴

### 結成
2001年冬にロニー（ヴォーカル）とデューク（ギター）が、フロリダ州にてバンドを結成。初期の頃はBlink 182等のカバーを行っていた。その後も、地方で精力的に活動し評判を得るもメンバー数人が脱退。ロニーがネットでメンバーを募集し、それをみたエリアス（ギター）が加入、その後エリアスが以前活動していたメタル・バンドのメンバーで、幼なじみのジョーイ（ベース）が加入する。同じ時期にジョン（ドラム）が入り今のメンバーとなる。数ヶ月後にヴァージン・レコードと契約。プロデューサーとしてホーソーン・ハイツ、ブレイキング・ベンジャミンを手がけたデビット・ベンデスを迎えアルバムの製作に着手する。

### 1stアルバム「Don't You Fake It」
2006年6月18日、デビューアルバム『Don't You Fake It』をリリース。全米最高25位となる。当時、時代の流れに乗った先鋭スクリーモサウンドに全米から注目が集まり、最終的に全米で100万枚以上を売り上げる大ヒットを記録。このアルバムには、後の彼らの代表曲となる「Face Down」が収録されており、全米シングルチャートにて最高24位を記録している。ちなみに、この曲「Face Down」は、家庭内暴力について書かれた曲で、インタビューでロニーは自身の経験をもとにしてつくられたものだという。「In Fate's Hands」はエリアスとジョーイがいたメタルバンドの名前と同名で、「Seventeen Ain't So Sweet」は、才能はあるがミュージシャンとして成功できないでいる女友達に捧げた曲である。またすべての曲のコンセプトは実際に起きた出来事である。
2008年4月、幕張メッセにて開催されたPUNKSPRING'08に出場。その後の10月に、ギターのエリアス・レイディが脱退する。直後にマット・カーターを正式メンバーへ迎え入れる。

### 2ndアルバム「Lonely Road」
2009年2月3日には、プロデューサーに、セイオシン,スリー・ディズ・グレイス等を手がけたハワード・ベンソンを迎えた2ndアルバム『Lonely Road』をリリース。全米最高14位となる。また、この作品では音楽性が以前と一変しており、楽曲から絶叫を外す「脱スクリーモ」を行っている。それに加え、オルタナティブ・ロック調やカントリー調の楽曲まで収録されており、それまでのハードコアなサウンドから一転、非常にポップな路線へと移行している。

### フリーでの活動、原点回帰
2010年になると、当時契約を結んでいたヴァージン・レコードからの離脱を表明。その後はフリーで活動を行っており、8月24日には自主制作でミニアルバム「Hell or High Water EP」をリリースした。なお、今作からロニーの絶叫も完全復活し、サウンドも以前のスクリーモ寄りへと戻っている。セカンドシングル「Don't Hate」のミュージックビデオが、現在、彼らの公式MySpaceで試聴できる。
2011年7月11日、マットとデュークが、プライベート生活への専念を理由にバンドから脱退する。その後、17歳のジョシュ・バーク（Josh Burke）を正式にリードギタリストへ迎え入れる。続けて、ロニーの兄弟のランディ・ウィンター（Randy Winter）が、正式にリズムギタリストとして加入。

### 3rdアルバム「Am I the Enemy」
2011年8月29日、プロデューサーにジョン・フェルドマンを迎えて製作されたニューアルバム『Am I the Enemy』がリリースされ、全米ビルボードアルバムチャートにて、初登場61位を記録した。これは、2010年にリリースされたミニアルバム『Hell or High Water』に比べ、若干、攻撃力が抑えられた作品となっており、彼等本来のエモーショルなオルタナティブロック要素を、より押し進めた作品となっている。なお、世界流通盤はマネージメント会社「Collective Sounds」を通してリリースされ、日本国内盤はユニバーサル・レコードからリリースされている。

## 音楽性の変化
1stアルバム「Don't You Fake It」では、ポップ・パンクに巧みに絶叫を交ぜた攻撃的なサウンド、いわゆるスクリーモと呼ばれるサウンドを聴かせてくれた彼等だが、2ndアルバム「Lonely Road」からは完全に絶叫を外し、全体的に落ち着いた楽曲が並んでいる。そのため、アメリカでは発売当時、数多くの賛否両論が巻き起こった。しかし、レーベル離脱後にセルフリリースしたミニアルバム「Hell or High Water EP」では、「Choke」や「Don't Hate」を筆頭に、以前の彼らのスクリーモサウンドへと回帰している。

## ディスコグラフィー

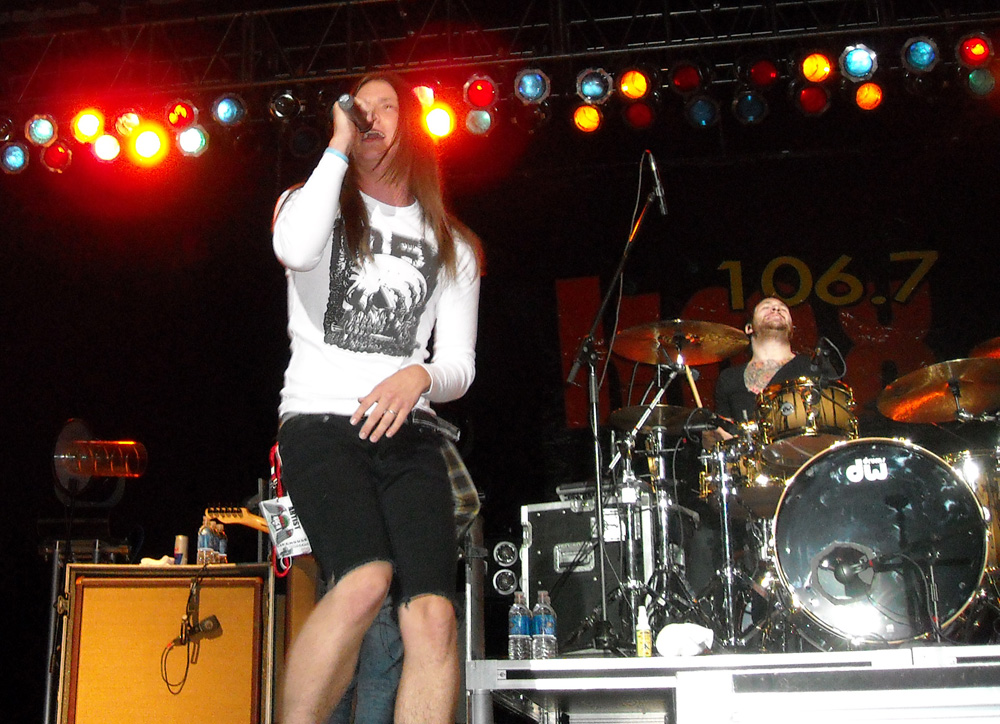
ロニー・ウィンター

### アルバム
| 2006年                                    | Don't You Fake It - 2006年7月18日発売 - レーベル: Virgin                                     | 25 | 8 | —  | 23 | ゴールド (アメリカ) |
| 2009年                                    | Lonely Road - 2009年2月3日発売 - レーベル: Virgin                                            | 14 | 5 | 41 | —  |                     |
| 2011年                                    | Am I the Enemy - 2011年8月30日発売 - 日本国内盤は、8月24日発売 - レーベル: Collective Sounds | 61 | 7 |    |    |                     |
| "—" denotes a release that did not chart. |                                                                                              |    |   |    |    |                     |

### シングル
| 年   | タイトル              | アルバム          | チャート     | チャート     | チャート       | チャート        | チャート    |
| 年   | タイトル              | アルバム          | U.S. Hot 100 | U.S. Pop 100 | U.S. Mod. Rock | U.S. Main. Rock | New Zealand |
| ---- | --------------------- | ----------------- | ------------ | ------------ | -------------- | --------------- | ----------- |
| 2006 | "Face Down"           | Don't You Fake It | 24           | 15           | 3              | 38              | 4           |
| 2007 | "False Pretense"      | Don't You Fake It | -            | -            | 39             | -               | -           |
| 2007 | "Your Guardian Angel" | Don't You Fake It | 122          | -            | -              | -               | 19          |
| 2008 | "Damn Regret"         | Don't You Fake It | -            | -            | -              | -               | -           |
| 2008 | "You Better Pray"     | Lonely Road       | -            | -            | 17             | 31              | -           |
| 2009 | "Pen and Paper"       | Lonely Road       | 75           | -            | 32             | -               | -           |
| 2009 | "Represent"           | Lonely Road       | -            | -            | -              | -               | -           |

### デモ・EP
- The Red Jumpsuit Apparatus (2005年)
- Ass Shaker/Justify/Face Down EP (2006年)
- AOL Sessions Undercover EP (2007年)
- Your Guardian Angel EP (2007年)
- Shock Session (2010年)
- Hell or High Water EP (2010年)